# Neues Archiv für sächsische Geschichte
Das Neue Archiv für sächsische Geschichte (kurz NASG) ist eine jährlich erscheinende deutschsprachige Fachzeitschrift für die sächsische Landesgeschichte. Herausgeber sind derzeit Enno Bünz, Winfried Müller, Andreas Rutz, Uwe Schirmer und Joachim Schneider.
Die Zeitschrift wurde 1862/63 gegründet und firmierte zunächst unter dem Titel Archiv für die Sächsische Geschichte. Ab 1880 erschien sie dann mit neuer Bandzählung unter dem Namen Neues Archiv für Sächsische Geschichte und Alterthumskunde. Von Band 10 (1889) bis Band 58 (1937) hieß sie Neues Archiv für Sächsische Geschichte und Altertumskunde, danach Neues Archiv für Sächsische Geschichte. Bis zur Einstellung des Erscheinens aus kriegsbedingten Gründen mit Band 63 (1942) hatte sich das NASG einen anerkannten Platz unter den führenden landesgeschichtlichen Fachzeitschriften Deutschlands erworben. Unter den Bedingungen der DDR-Zeit, die eine bewusste Verdrängung der Landesgeschichte zur Folge hatten, war ein Wiedererscheinen der Zeitschrift nicht möglich.
Erst 1993, nach einer Unterbrechung von 50 Jahren, gelang es Karlheinz Blaschke, das NASG wieder zu begründen; in Anknüpfung an die alte Bandzählung erschien 1993 Band 64. Unter seiner Herausgeberschaft gelang es binnen kurzer Zeit, die Zeitschrift auf ihr traditionelles Niveau zu heben und die volle Anerkennung der Fachwelt wiederzugewinnen. Seit Band 70 (1999) wird das NASG in Verbindung mit dem Institut für Sächsische Geschichte und Volkskunde (ISGV) herausgegeben. Personelle Veränderungen im ISGV machten 2002 eine Neuordnung der redaktionellen Betreuung erforderlich, in deren Rahmen Karlheinz Blaschke, als bisheriger Alleinherausgeber der Zeitschrift, der Einsetzung eines Herausgebergremiums (s. o.), dem er formal bis zu seinem Tod angehörte, zustimmte.
Jeder Band des NASG enthält einen Teil mit wissenschaftlichen Aufsätzen, einen Abschnitt „Forschung und Diskussion“ sowie einen umfangreichen Rezensionsteil. Seit 2021 wird die Zeitschrift in Zusammenarbeit mit der Sächsischen Landesbibliothek – Staats- und Universitätsbibliothek auch digital veröffentlicht. Die Moving Wall beträgt zwei Jahre, wobei der Rezensionsteil jeweils direkt online verfügbar ist.